# Sukagawa

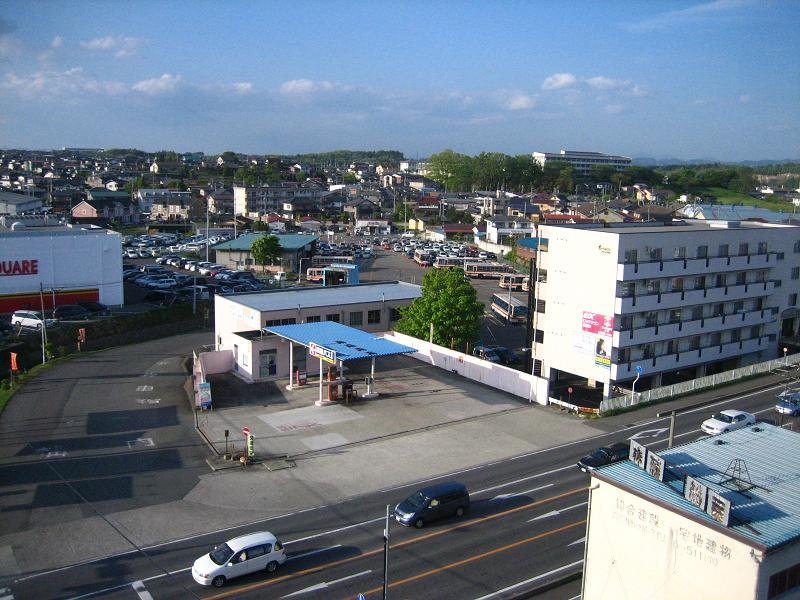
Sukagawa

Sukagawa (須賀川市 Sukagawa-shi?) este un municipiu din Japonia, prefectura Fukushima.